# Антонівська сільська рада (Горностаївський район)
Анто́нівська сільська́ ра́да — адміністративно-територіальна одиниця та орган місцевого самоврядування в Горностаївському районі Херсонської області. Адміністративний центр — село Антонівка.

## Загальні відомості
- Населення ради: 722 особи (станом на 2001 рік)

## Населені пункти
Сільській раді були підпорядковані населені пункти:
- с. Антонівка
- с. Зірка

## Склад ради
Рада складалася з 12 депутатів та голови.
- Голова ради: Кільдеров Олексій Володимирович
- Секретар ради: Дейнега Тетяна Борисівна

### Керівний склад попередніх скликань
| Прізвище, ім'я, по батькові     | Основні відомості                                                             | Дата обрання | Дата звільнення |
| ------------------------------- | ----------------------------------------------------------------------------- | ------------ | --------------- |
| Кільдеров Олексій Володимирович | Сільський голова, 1973 року народження                                        | 26.03.2006   | 31.10.2010      |
| Кільдеров Олексій Володимирович | Сільський голова, 1975 року народження, освіта середня загальна, безпартійний | 31.10.2010   |                 |

Примітка: таблиця складена за даними сайту Верховної Ради України

### Депутати
За результатами місцевих виборів 2010 року депутатами ради стали:

#### За суб'єктами висування
| Суб'єкт висування                                       | Кількість обраних депутатів | %    |
| ------------------------------------------------------- | --------------------------- | ---- |
| Партія регіонів                                         | 10                          | 83,3 |
| Політична партія Всеукраїнське об'єднання «Батьківщина» | 1                           | 8,3  |
| Самовисування                                           | 1                           | 8,3  |

#### За округами
| № округу                                                | Прізвище, ім'я, по батькові    | Дата визнання обраним | Освіта  | Партійна приналежність                        | Відомості про обраного депутата                       |
| ------------------------------------------------------- | ------------------------------ | --------------------- | ------- | --------------------------------------------- | ----------------------------------------------------- |
| Партія регіонів                                         |                                |                       |         |                                               |                                                       |
| 1                                                       | Сніжко Анатолій Петрович       | 03.11.2010            | середня | член Партії регіонів                          | ЗАТ «Фрідом Фарм Інт», оператор дощувальних машин     |
| 3                                                       | Бабець Дмитро Вікторович       | 03.11.2010            | вища    | член Партії регіонів                          | ЗАТ «Фрідом Фарм Інт», охоронець                      |
| 4                                                       | Теремко Лілія Анатоліївна      | 03.11.2010            | середня | член Партії регіонів                          | Антонівський навчально-виховний комплекс, вихователь  |
| 5                                                       | Дейнега Тетяна Борисівна       | 03.11.2010            | вища    | член Партії регіонів                          | Антонівська сільська рада, секретар                   |
| 6                                                       | Околовська Ірина Микитівна     | 03.11.2010            | середня | член Партії регіонів                          | Антонівський фельдшерсько-акушерський пункт, фельдшер |
| 7                                                       | Пєнязєва Юлія Валеріївна       | 03.11.2010            | середня | позапартійна                                  | Антонівська сільська бібліотека, бібліотекар          |
| 9                                                       | Кононець Маргарита Борисівна   | 03.11.2010            | середня | член Партії регіонів                          | тимчасово не працює                                   |
| 10                                                      | Лохвінська Галина Адамівна     | 03.11.2010            | середня | член Партії регіонів                          | ПП «Пащенко», продавець                               |
| 11                                                      | Василик Галина Олегівна        | 03.11.2010            | середня | член Партії регіонів                          | Зірківський сільський клуб, завідувачка               |
| 12                                                      | Томчук Інна Василівна          | 03.11.2010            | середня | член Партії регіонів                          | Зірківський сільський клуб, художній керівник         |
| Політична партія Всеукраїнське об'єднання «Батьківщина» |                                |                       |         |                                               |                                                       |
| 8                                                       | Препелиця Оксана Володимирівна | 03.11.2010            | середня | член Всеукраїнського об'єднання «Батьківщина» | тимчасово не працює                                   |
| Самовисування                                           |                                |                       |         |                                               |                                                       |
| 2                                                       | Гаврилюк Наталія Миколаївна    | 03.11.2010            | середня | член Всеукраїнського об'єднання «Батьківщина» | пенсіонер                                             |

## Населення
За переписом населення України 2001 року в селі мешкали 702 особи.

### Мова
Розподіл населення за рідною мовою за даними перепису 2001 року:
| Мова       | Відсоток |
| ---------- | -------- |
| українська | 93,91 %  |
| російська  | 4,85 %   |
| молдовська | 0,14 %   |
| інші       | 1,10 %   |